# Litefoot
Litefoot, pseudonimo di Gary Paul Davis (Upland, 11 settembre 1968), è un attore e rapper statunitense.

## Discografia
- 1992 - The Money EP
- 1994 - Seein' Red
- 1996 - Good Day To Die
- 1998 - The Clown Kutz
- 1998 - The Life & Times
- 1998 - Red Ryders Vol. 1
- 1999 - Red Ryders Vol. 2
- 1999 - Rez Affiliated
- 1999 - The Lite Years 1989–1999 - The Best of Mr. Foot
- 2001 - Tribal Boogie
- 2002 - The Messenger
- 2003 - Native American Me
- 2004 - Redvolution
- 2008 - Relentless Pursuit

## Filmografia

### Cinema
- La chiave magica (The Indian in the Cupboard), regia di Frank Oz (1995)
- Kull il conquistatore (Kull the Conqueror), regia di John Nicolella (1997)
- Mortal Kombat - Distruzione totale (Mortal Kombat: Annihilation), regia di John R. Leonetti (1997)
- Song of Hiawatha, regia di Jeffrey Shore (1997)
- Picture of Priority, regia di Charles McCaughan (1998)
- The Pearl, regia di Alfredo Zacarías (2001)
- La grande sfida (29 Palms), regia di Leonardo Ricagni (2002)
- Il ladro di orchidee (Adaptation), regia di Spike Jonze (2002)

### Televisione
- In tribunale con Lynn (Family Law) – serie TV, un episodio (2001)
- Da un giorno all'altro (Any Day Now) – serie TV, 2 episodi (2001-2002)
- CSI: Miami – serie TV, un episodio (2004)
- House of Cards - Gli intrighi del potere (House of Cards) – serie TV, un episodio (2014)

## Doppiatori italiani
- Simone Mori in La chiave magica
- Massimiliano Virgilii in CSI: Miami
- Vittorio De Angelis in Mortal Kombat - Distruzione totale